# سد سیاه‌زاغ
سد مخزنی سیاه‌زاغ (به کردی: سیازاخ) سد در ۷ کیلومتری جنوب دیواندره و ۹۵ کیلومتری شمال شهر سنندج در استان کردستان ایران است که بر روی رودخانه قزل اوزن واقع شده است. این سد از نوع خاکی سنگریزه‌ای با هسته رسی و ارتفاع آن از بستر ۷۴ متر است.
گنجایش این سد ۲۶۰ میلیون متر مکعب است.
این سد اعتبار اولیه ۱۹۶ میلیارد ریال ساخته شده و کنترل و تنظیم جریان‌های نابهنگام رودخانه قزل‌اوزن، تأمین آب ۲۲ هزار هکتار از زمین‌های کشاورزی شهرستان‌های دیواندره و بیجار، پیشرفت کشاورزی، اشتغالزایی و بهبود وضع دامداری از اهداف ساخت این سد است.